# Chiesa di San Colombano (Bologna)
La chiesa di San Colombano, o complesso di San Colombano, è un antichissimo complesso monastico situato nella città di Bologna, in via Parigi, dedicato a san Colombano. La chiesa, oggi sconsacrata, ospita la Collezione Tagliavini, preziosa raccolta di strumenti musicali antichi.

## Storia
Il complesso di San Colombano è costituito da vari edifici aggregati nel tempo: il nucleo originale, la chiesa abbaziale, fu fatta erigere dal vescovo di Bologna Pietro I attorno al 616 sui resti di un edificio precedente, risalente forse all'epoca imperiale o all'età tardo-antica.
Le notizie certe che parlano del monastero risalgono al 1008, quando vi giunsero i monaci benedettini dell'abbazia di San Gallo. Essi tennero la chiesa ed il monastero fino al 1144, quando passò alle monache benedettine fino ai primi del Duecento ed alle quali subentrarono successivamente le carmelitane e le clarisse.
Nell'aprile del 1304 nacque un diverbio a causa dell'elezione di due badesse in contemporanea, dopo una spaccatura interna fra le monache. Per porre fine ai disordini, che generarono persino risse fra le monache, il vescovo decise la soppressione del monastero mantenendo la sola chiesa come luogo di culto.
Dopo vari passaggi di proprietà, nel 1679 il complesso del monastero venne venduto alla Repubblica di Lucca che vi organizzò un pensionato per i giovani studenti lucchesi all'Università di Bologna.
Dal 1790 il monastero subì ancora vari passaggi di proprietà, finché non venne chiuso al culto nel 1798.
La chiesa ed il monastero conservano ancora oggi un grande antico dipinto che rappresenta La Vergine con San Colombano e altri Santi.
Nel 2005 il complesso di San Colombano venne acquistato dalla Fondazione Cassa di Risparmio in Bologna (CARISBO), che ne ha curato i restauri su progetto dell'architetto Roberto Scannavini e dell'architetto Francisco Giordano. Inaugurato nel 2010, il complesso ospita oggi la Collezione Tagliavini di strumenti musicali antichi. Vi si svolgono prestigiosi concerti di musica barocca e pomeriggi musicali affidati a classi di conservatori e accademie musicali europee.

## La cappella della Madonna dell'Orazione
Nel 1547 venne collocata sul muro esterno della chiesa di San Colombano un'immagine della Madonna, dipinta nel 1399 da Lippo di Dalmasio.
Similarmente a come avvenne per altre icone mariane a Bologna, l'immagine divenne presto meta di preghiera e pellegrinaggi da parte dei fedeli, spingendo la Confraternita della Madonna dell'Orazione a far costruire una cappella adiacente alla chiesa di San Colombano, la cui decorazione fu affidata agli allievi dei Carracci. Dalla fine degli anni venti al 2005 (anno in cui la Fondazione CARISBO acquistò il complesso) la cappella è stata sede dell'Associazione Mutilati e Invalidi di Guerra.

## L'oratorio

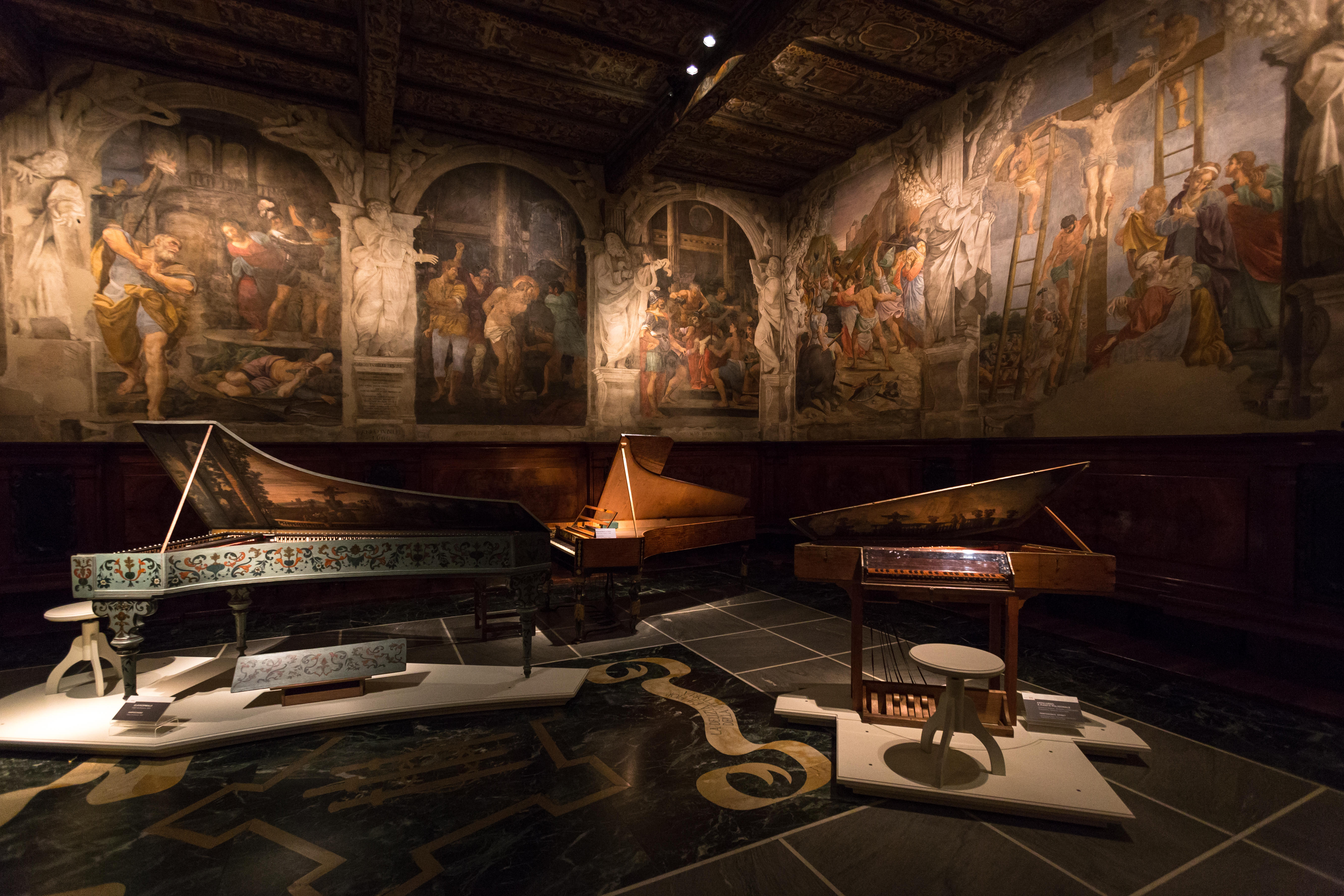
Scuola di Ludovico Carracci, Storie della Passione di Cristo, 1600 (nella foto anche alcuni strumenti della Collezione Tavaglini)

L'oratorio del complesso, soprastante la cappella della Madonna dell'Orazione, conserva un importante ciclo di affreschi ispirato alla passione e al trionfo di Cristo, realizzato in occasione del giubileo del 1600 dagli allievi di Ludovico Carracci, fra cui Guido Reni, Francesco Albani, il Domenichino, Lucio Massari, Francesco Brizio e Lorenzo Garbieri. Per via dell'alto livello della qualità pittorica, lo storico dell'arte Carlo Cesare Malvasia definì il ciclo pittorico "la gloriosa gara".

## La cripta
Nel 2007, durante i restauri del complesso monumentale, gli architetti Roberto Scannavini e Francisco Giordano scoprirono un affresco duecentesco raffigurante la crocifissione, attribuito a Giunta Pisano e una cripta tardo-romana sottostante la parte absidale della chiesa e di una sepoltura del XII secolo. La cripta fu oggetto di un lungo scavo archeologico e quindi di un progetto per renderla fruibile al pubblico.